# Mikhaïl Doudko
Mikhaïl Andreïevitch Doudko (Михаи́л Андре́евич Дудко́), né le 18/31 décembre 1902 à Saint-Pétersbourg (Empire russe) et mort le 11 septembre 1984 à Léningrad (URSS), est un artiste de ballet et soliste du théâtre d'opéra et de ballet de Léningrad (aujourd'hui théâtre Mariinsky), nommé artiste émérite de la RSFSR en 1939. 

## Biographie
Il termine l'académie théâtrale de Pétrograd (puis de Léningrad) ayant eu comme pédagogues Samouil Andrianov, Viktor Semionov, Leonid Leontiev. 
De 1920 à 1941, il se produit sur la scène du théâtre d'opéra et de ballet.  
Le manque de solistes dans les années 1920 (la plupart ayant émigré après la révolution de 1917) aide Doudko dans son accès à la carrière de premier danseur et aux grands rôles du répertoire classique et contemporain. C'est lui qui crée le rôle du khan Guirey dans le ballet chorégraphié par  Zakharov, La Fontaine de Bakhtchissaraï (Maria: Galina Oulanova). Pendant la Grande Guerre patriotique, il se retrouve en territoire occupé par l'armée allemande à Gatchina et fait partie d'équipes de danseurs et de chanteurs d'opéra autour de Nikolaï Petchkovski qui collabore avec l'occupant. Cela provoque l'arrestation de Doudko lorsque l'Armée rouge chasse les Allemands.   
« Mikhaïl Doudko arrêté par les organes d'État soviétiques démontra que s'étant produit à plusieurs reprises devant des soldats allemands tant à l'arrière qu'en situation de combat, les artistes de sa troupe exercèrent ainsi l'influence souhaitée par le commandement allemand sur le moral des soldats allemands. Les Allemands ont organisé à plusieurs reprises des représentations de l'équipe dirigée par lui devant des soi-disant volontaires - soldats de la ROA, exerçant ainsi l'impact nécessaire de la part de la direction de la Wehrmacht et des services de propagande du Troisième Reich sur leur moral. Doudko reconnut que En démontrant notre art à la population civile, nous avons ainsi servi les intérêts de la propagande allemande, en donnant l'impression que les Allemands n'interféraient pas avec le développement de l'art russe. Je suis également conscient que les Allemands ont utilisé le fait de mon service dans le département de la propagande à des fins d'agitation. Ils ont souligné à plusieurs reprises le fait que moi, ancien artiste soviétique de théâtre d'opéra et de ballet de Léningrad, artiste émérite et récipiendaire d'ordres, je me suis mis à leur service. ».
Doudko sort du Goulag en 1953 et est banni de Léningrad. Il travaille comme répétiteur jusqu'en 1962 au théâtre d'opéra et de ballet d'Oufa, au théâtre d'opéra et de ballet de Novossibirsk et au théâtre d'opéra et de ballet de Tbilissi. À la fin de sa vie,  il retrouve le droit de retourner à Léningrad où il meurt à l'âge de 78 ans.

## Quelques rôles
Théâtre d'opéra et de ballet de Pétrograd/Léningrad
- 8 octobre 1922: Désiré** (La Belle au bois dormant) chorégraphie de Petipa révisée par Fiodor Lopoukhov (Aurore: Elizaveta Gerdt)
- 1923
  - 4 février: le prince Coqueluche** (Casse-Noisette) de Tchaïkovski, chorégraphie de Lev Ivanov, révisée par Fiodor Lopoukhov et Alexandre Chiriaïev  (la fée Dragée Elizaveta Gerdt)
  - 6 mai: le vicomte de Beaugency/Rinaldo** (Le Pavillon d'Armide), chorégraphie de Michel Fokine révisée par Fiodor Lopoukhov et Alexandre Tchekryguine Madeleine/Armide: Elizaveta Gerdt)
  - 6 mai: Amoun (Les Nuits égyptiennes), chorégraphie de Michel Fokine révisée par Fiodor Lopoukhov
- 28 septembre 1934: le khan Guirey* (La Fontaine de Bakhtchissaraï), chorégraphie de Rostislav Zakharov (Maria: Galina Oulanova)

(*) créateur du rôle
(**) créateur du rôle révisé
Son répertoire comprend aussi:
- le domestique du khan:Le Petit Cheval bossu
- Jean de Brienne et Abderahman: Raymonda
- Le jeune marquis et acteur: Flammes de Paris
- Éros: Éros
- Le prince: Le Lac des cygnes
- Le prince: Casse-Noisette
- Basilio: Don Quichotte
- Le prince Désiré: La Belle au bois dormant
- Le jeune homme: Les Sylphides
- Claude Frollo et Phoebus: La Esmeralda
- Albert: Giselle
- Conrad: Le Corsaire
- Le khan Guirey:La Fontaine de Bakhtchissaraï
- Paris: Roméo et Juliette
- Le capitaine soviétique: Le Pavot rouge
- Le tsarévitch: L'Oiseau de feu
- Gygès: Le Roi Candaule
- Ta-Hor: La Fille du pharaon
- Damis:Danseur Les Ruses d'Amour
- Solor:La Bayadère
- Lucien d'Hervilly: Paquita
- Taras Boulba:Taras Boulba
- Le commandant: Laurencia